# Aryan Nations

Logo di Aryan Nations

Aryan Nations (AN) è un'organizzazione neonazista e sostenitrice del nazionalismo bianco fondata negli anni settanta negli Stati Uniti da Richard Girnt Butler come branca del gruppo seguace dell'identità cristiana chiamato Chiesa cristiana di Gesù Cristo. Nel 2009 è stato riportato che vi erano varie fazioni diverse che rivendicavano la diretta continuità con il gruppo di Butler. Aryan nations è stata definita dall'FBI una "minaccia terroristica", mentre la RAND Corporation l'ha chiamata la "prima rete terroristica davvero diffusa in tutto il paese" degli Stati Uniti.
Le caratteristiche principali del gruppo sono il violento antisemitismo e le azioni violente contro le cliniche in cui si pratica l'aborto e il loro personale. Considerano gli ebrei degli usurpatori, mentre loro stessi sarebbero gli unici veri eredi del regno di Dio, in quanto discendenti delle dieci tribù perdute di Israele. Credono che gli Stati Uniti dovrebbero essere una teocrazia basata sul Cristianesimo e guidata dalle persone di razza ariana.
Altri obiettivi dell'odio dei membri di AN sono i neri, gli ispanici, i sostenitori dei diritti civili e i liberal statunitensi, tutti fatti spesso oggetto di attacchi violenti

## Storia
Le origini di Aryan Nations stanno nelle teorie di Wesley Swift, un personaggio di un certo rilievo dei primi tempi del movimento cristiano-identitario. Swift unì l'anglo-israelismo e l'estremo antisemitismo con la militanza politica violenta. Fondò la propria chiesa verso la metà degli anni quaranta in California dove, negli anni cinquanta e sessanta, tenne una trasmissione radio quotidiana. Nel 1957 il nome della chiesa fu cambiato in Chiesa cristiana di Gesù Cristo, nome usato ancor oggi dalle chiese gestite da Aryan Nations.
Dagli anni settanta al 2001 il quartier generale di AN si trovava in una tenuta di circa 81.000 m² situata a nord di Hayden Lake, in Idaho. Esisteva un certo numero di succursali nei vari stati, legati all'organizzazione principale in maniera piuttosto blanda. Il gruppo organizzava con cadenza annuale ad Hayden Lake il Congresso mondiale delle nazioni ariane, a cui partecipavano sia gli affiliati ad AN che membri di gruppi dall'ideologia simile.

### La sparatoria e il processo
Nel settembre 2000 il Southern Poverty Law Center ha ottenuto un risarcimento giudiziario di 6,3 milioni di dollari da Aryan Nations in un tribunale dell'Idaho, che ha inteso così risarcire i danni fisici e morali subiti da una donna e da suo figlio che erano stati presi a fucilate da guardie armate di AN ubriache a Coeur d'Alene nel luglio 1998. I due stavano passando in automobile a fianco della tenuta di Aryan Nations quando lo scarico della loro auto si mise a scoppiettare, rumore che le guardie interpretarono come colpi di arma da fuoco; aprirono così il fuoco sulla macchina, colpendola diverse volte e facendola uscire di strada, dopodiché uno dei miliziani puntò la propria arma direttamente contro i Keenan.
Nel febbraio 2001, a seguito della sentenza, la tenuta di Hayden Lake e tutte le proprietà dell'organizzazione, inclusi i diritti sui nomi Aryan Nations e Chiesa cristiana di Gesù cristo passarono ai Keenan, che vendettero la tenuta a Greg Carr, un filantropo dell'Idaho che a sua volta la donò al North Idaho College che la adibì a parco della pace. La torre di osservazione venne demolita, mentre la chiesa e la sala riunione furono bruciate durante un'esercitazione dei vigili del fuoco.

### La lotta per la guida dell'organizzazione
Fino al 1998 la guida di AN rimase saldamente nelle mani di Butler, che però aveva più di ottant'anni e una salute malferma. Durante la riunione mondiale annuale venne quindi nominato Neuman Britton come nuovo leader. Tuttavia, nell'agosto 2001 Butler nominò come proprio successore Harold Ray Redfeairn, dell'Ohio, che si era mosso per prendere il potere sin dalla metà degli anni novanta. In precedenza Redfeairn aveva introdotto nell'organizzazione Dave Hall, un informatore dell'FBI che aveva rivelato le attività illegali del gruppo. Di conseguenza Redfeairn venne sfiduciato da parte dei membri del gruppo. Lui e August Kreis III, il responsabile per la propaganda di Aryan Nations, crearono un gruppo scissionista e furono quindi espulsi dall'organizzazione da Butler. Pochi mesi dopo però Redfeairn strinse con Butler una nuova alleanza Redfeairn morì nel 2003, mentre Butler venne ucciso da un attacco di cuore nel settembre 2004.
Al momento della morte di Butler Aryan Nations contava su 200 membri. La riunione mondiale da lui organizzata nel 2002 aveva attirato meno di 100 persone e, quando si era candidato a sindaco di Coeur d'Alene Butler aveva preso appena 50 voti contro i 2.100 del candidato vincente.

### Lo scisma e il declino
Nel 2009 veniva riportato che vi erano tre diverse fazioni che si dichiarano dirette discendenti di Aryan Nations. La prima è guidata da August Kreis III e Charles John Juba. Nel 2002 il gruppo di Kreis ha fissato la propria sede in una tenuta di circa 40.000 m² nella cittadina rurale di Ulysses, Contea di Potter, in Pennsylvania, che ha ospitato la riunione del 2002. Juba si è dimesso nel 2005 nominando Kreis come suo successore alla guida del gruppo, che nel frattempo ha trasferito la sede a Lexington in Carolina del Sud. Secondo alcune fonti Kreis, un aspirante rivoluzionario con legami anche con il Posse Comitatus e con il Ku Klux Klan, ha tentato di stringere un'alleanza tra i suprematisti bianchi e Al-Qaida, contando sul loro comune odio verso il governo statunitense e gli ebrei.
Un'altra fazione sostiene di essere rimasta fedele all'eredità di Butler, continuando a chiamarsi Chiesa cristiana di Gesù Cristo, è guidata da Jerald O'Brien ed ha base a Coeur d'Alene.
Una terza fazione si è insediata a Lincoln in Alabama.
Nel 2009 Jerald O'Brien e Michael Lombard hanno diffuso volantini per cercare di reclutare membri per una nuova Aryan nations, ma è improbabile che l'organizzazione riesca a raggiungere di nuovo le dimensioni di un tempo.

## Sottogruppi
Come diversi altri gruppi razzisti estremisti, AN ha prodotto alcuni piccoli sottogruppi che hanno avuto breve durata. Robert Jay Mathews formò un gruppo chiamato The Order, che si rese responsabile di diversi crimini violenti, incluso l'omicidio. Il gruppo si proponeva di riuscire a scatenare una guerra razziale. In seguito Dennis McGiffen, che aveva anch'egli legami con AN creò una cellula chiamata The New Order, ispirata al gruppo di Mathews; i membri vennero arrestati prima che potessero porre in atto i loro piani.
Membri irregolari di AN sono stati condannati per gravi reati; tra questi Chevie Kehoe, condannato per tre omicidi, cospirazione e trasporto in diversi stati di materiale rubato. L'uomo aveva trascorso un certo periodo di tempo nella tenuta di Aryan Nations. Anche Buford O. Furrow, Jr., l'uomo accusato della sparatoria del 10 agosto 1999 allo Jewish Community Center di Los Angeles e dell'omicidio del dipendente delle poste di origine filippina Joseph Ileto, aveva passato un periodo nella tenuta di AN, lavorando come membro del servizio d'ordine.